# 片山耕
片山 耕（かたやま こう、1962年5月4日 - 2000年9月15日）は、日本のタレント、舞台俳優、歌手、脚本家、演出家、作詞家、作曲家である。

## 人物
兵庫県神戸市出身。東京都多摩市に所在するテーマパーク、サンリオピューロランドに所属していたタレントで、サンリオピューロランドのショーの構成や脚本、司会進行、劇伴音楽等手掛けるなどマルチに活躍していた。

サンリオの子供向け番組「大好き!ハローキティ」から「キティズパラダイス」 (2011年3月放送終了) 初期まで数多くの歌曲を制作、進行役のお兄さんとして出演もした。
片山が子供向けの作品に携わることを決めた理由に「大人だと、歓びや哀しみ等のリアクションを隠す傾向にあるが、子供は純粋で、反応が正直。歓んだり、緊張したり、恐がる事も素直にその場でリアクションをしてくれる。だから、そこで認められることこそがプロだと思った。」としている。
中学生時代にイギリスに留学していたため英語に対しての知識が豊富であった。しかし、本人は語学力には自信が無いと語っている。
テレビ番組などの脚本を書く際、出演者に片山自身が含まれていると、セリフに自虐的なくだりを書いて笑いをとろうとした。

片山が作曲した劇伴音楽は、サンリオピューロランドでのショーの音楽として継続して使用されており、パレード「Believe」の前説スクリーンや「ハッピーはっぴーバースデーSHOW」などで片山が作ったBGMが使用されている。
また、ピューロランド内にある館のレストランで2018年まで上演されていた「レストランプチライブJoin!☆Kitty｣では、「ハローキティとバッドばつ丸」放送当時の映像と共にハローキティによる歌とダンスが披露されていた。
片山の作曲した劇伴音楽は過去にピューロランドのCMでも使用される事もあった。

「サンリオファン感謝デー」「七五三写真館」「ジュエルランドゲート」等のジュエルペット関連イベントの告知では必ず使用されるが、これ以外の告知でも使われている場合がある。
ピューロランド内アトラクション「キティズハウス」では、片山が作曲した楽曲のアレンジバージョンがBGMに使用されていた。

イラストも得意としており、ビデオソフト「みんなでABC」の中では、自らが描いた詩画がバックに使われた。
他にもイラストを描き、それがビデオの映像バックに使われることが多々あった。

ビデオ内でサンリオの辻信太郎社長のハーモニカ演奏と共に、ピアノでアンサンブルを披露したことがある。

## 来歴
幼少の頃よりエレクトーンを習うなど音楽に親しんでおり、小学生の頃には友人と共にビートルズの曲を聴くこともあった。
また、ピアノやギターを弾きこなすことも出来た。
父親の仕事の都合で中学時代にイギリスの立教英国学院にて3年間を過ごす。
帰国するクラスメイトのための送別会を催す際には自ら劇の台本を書き、演出、劇への出演をする事もした。
帰国後、中学3年の時には友人とバンドを組み、文化祭でビートルズの曲を歌ったこともあった。
俳優を志し上京。その際、子供達の前で演じる機会があり、それが「子供向けの作品に携わる」という今後の活動方向を決定づける転機となる。
それを機に1983年から1988年のおよそ5年間、劇団どんがら座に在籍し（その頃「かえるの王様」の劇判音楽を作成）、その後1989年春頃、サンリオピューロランドのオープニングスタッフとなる。
サンリオピューロランドの正式開業に合わせて上演された知恵の木ステージ演目の第1号「ポップンステップ　ハローキティ!!」(1990年12月7日-1991年12月7日上演)の構成・作・演出を担当。
1991年11月1日〜4日に公演した「特別企画 サンリオピューロランド ハローキティ&ミミィ バースデーパーティー」で、キーボードを弾きながら丸山律子と共に初司会を担当した。
1993年放送の「大好き!ハローキティ」内の体操、『みんなにいちばん』を作詞作曲（作詞は並河祥太との共作）、番組の作・構成も手掛けた。
1994年にハローキティ生誕20周年のパレード楽曲『まっかなリボン』を作詞作曲。同年4月から放送された「あそぼう!! ハローキティ」より、数々の楽曲を制作、番組に提供。
番組の構成・脚本・音楽も手掛ける一方、一部楽曲映像への出演、公開イベントなどで進行役のお兄さんとして登場した。
半年後に始まった後番組である「ハローキティとバッドばつ丸」では歌のお兄さんとしてレギュラー出演し、「キティズパラダイス」にも出演した。
ピューロランドの参加型ショー『ひびけ！リズム王国』の脚本、音楽も担当するなど、サンリオピューロランド内でのショー司会進行、ショー制作等、サンリオピューロランドのエンターテイメント部門を陰で支えた。
2000年3月、「ハローキティとバッドばつ丸」時代を含め5年半に渡って出演してきた「キティズパラダイス」を途中降板。その半年後の2000年9月15日、メラノーマのため38歳で逝去した。

## 出演番組
- 大好き!ハローキティ ※『Let's Try みんなにいちばん』（楽曲）の歌唱として。
- あそぼう!!ハローキティ  ※歌のお兄さん、レギュラー出演者として。
- ハローキティとバッドばつ丸 ※歌のお兄さん、レギュラー出演者として。
- キティズパラダイス ※歌のお兄さん・番組進行役として。

## 出演ビデオ

### あそぼう!!ハローキティ
- あそぼう!!ハローキティ・みんなでダンス〜リズミックワールド〜

### ハローキティとバッドばつ丸
- みんなでダンス2
- みんなでABC
- Let'sダンス!
- だいすき！ダンス
- ハローキティとバッドばつ丸・お天気YOHO!の巻
- ハローキティとバッドばつ丸・おおいそがしのゆうびんやさんの巻

### キティズパラダイス
- たのしくダンス!

### その他
- ちいさなちいさな音楽会（サンリオスターライトパレードのビデオ内）
- ちいさなちいさな音楽会2（サンリオスターライトパレード「コズミックファンタジー」のビデオ内）

※上記のビデオは一部の作品がDVDとして発売されたが、大部分はVHSソフトで既に廃盤である。

## CD
- サンリオTVオリジナルソングブック・Let 's シング! （1998年）
- サンリオTV オリジナルソングブック・シング! シング! （1998年）
- サンリオTV オリジナルソングブック・みんなでシング! （1999年）
- キティズパラダイス・シングルCD（1999年）

※ パイオニアLDC から発売。廃盤。
- サンリオTVオリジナルソングブック　たのしSONG!!〜キティズパラダイス
- サンリオTVオリジナルソングブック　ハッピーSONG!!〜お天気YOHO!
- サンリオTVオリジナルソングブック　だいすきSONG!!〜ミラクルミルク

※パイオニアLDC から発売されたアルバム内容をそのままに、ビクターエンタテインメントよりパッケージ、歌詞カードを変更しての発売。

## 出版物 (楽譜本)
- ピアノでおどろう・みんなでLet's ダンス! （1996年）

※内容はコード付きピアノ楽譜、振り付けの写真解説。
- ハローキティとLet's シング! ピアノ弾き語り（1998年）

※内容はコード付きピアノ楽譜。「ピアノでおどろう」で収録されなかったものも掲載。共に東京音楽書院から発売。廃刊。

## 主な楽曲作品

### 片山が作詞作曲した楽曲
- みんなにいちばん（作詞は作詞家の並河祥太との共作、振付：新海絵理子）[9]
- まっかなリボン
- 1・2 のサンドイッチ
- シェイキング・サンバ
- お天気YOHO !
- そんなことあるかもね
- オーレ ! ミルク
- ライド・オン・リズム
- ハイパー・スポーツ・ダイナマイト
- 地球に生まれたともだち
- きがえてチャチャチャ
- カラダニサラダサー （フンドーキン醤油「ハローキティドレッシング」CMタイアップソング）
- ミラクルミルク
- シュワシュワ・テッテッテ
- ハッパキッズ
- おおいそがしのゆうびんやさん
- ポップンステップ
- 君が好きさ
- ジャングル・サバイバル
- 気分はHi Hi Hi Hi Hi !
- ラップ・デ・セッセ
- POWER TRAIN
- 花咲くワルツ
- マーチング・ベジタブルズ
- ごあいさつの歌
- おにぎりパラダイス
- GOOD NEWS BAD NEWS
- Day By Day
- Many Many Colors
- My Family
- Calendar
- おかたづけス・ルンバ
- みんな色にドレッシング（フンドーキン醤油「ハローキティドレッシング」CMタイアップソング）
- おつかい いけるかい
- じゃんぴん! みらい
- DAN! DAN! DAN!
- きっと、サンタさん
- あそびにきた仲間たち
- ふしぎの森の動物さん
- GoodMorning
- Join as Smile
- インディアンズ・ウォーク
- リズミックワールド
- ワンダフルフレンズ
- SO LONG …
- あしたのみちに

### 作曲のみ
楠本さちこ作詞の楽曲
- ツミヒのジョマジョマ
- ぐるんぱ音頭[10]

他作詞の楽曲
- ばつ丸音頭 （作詞 井上ヒサト）
- ぼく、プリン （作詞 岡崎恵子）
- 海ぼうやプワワ（作詞 中島光教）
- 大スキがいっぱい！（作詞 伊藤康二）

- - カラオケにて、「じゃんぴん！みらい」「DAN! DAN! DAN!」「ばつ丸音頭」「みんなにいちばん」「ミラクルミルク」「オーレ! ミルク」「ぼく、プリン」「おおいそがしのゆうびんやさん」「POWER TRAIN」「マーチング・ベジタブルズ」が配信されている。
  - JASRAC データベース上、ほとんどの楽曲の著作権（権利者名）は(株)サンリオ・コミュニケーション・ワールドとなっているのに対し、唯一「あしたのみちに」は、権利者が作詞・作曲共に『片山 耕』の名義になっている。